# Yayoi Kusama
Yayoi Kusama (草間彌生?, Kusama Yayoi; Matsumoto, 22 marzo 1929) è un'artista giapponese.
È stata riconosciuta come uno dei più importanti artisti viventi del Giappone. È l'artista vivente che ha venduto di più al mondo.
Il suo lavoro ha influenzato artisti come Andy Warhol, Donald Judd e Claes Oldenburg.

## Biografia

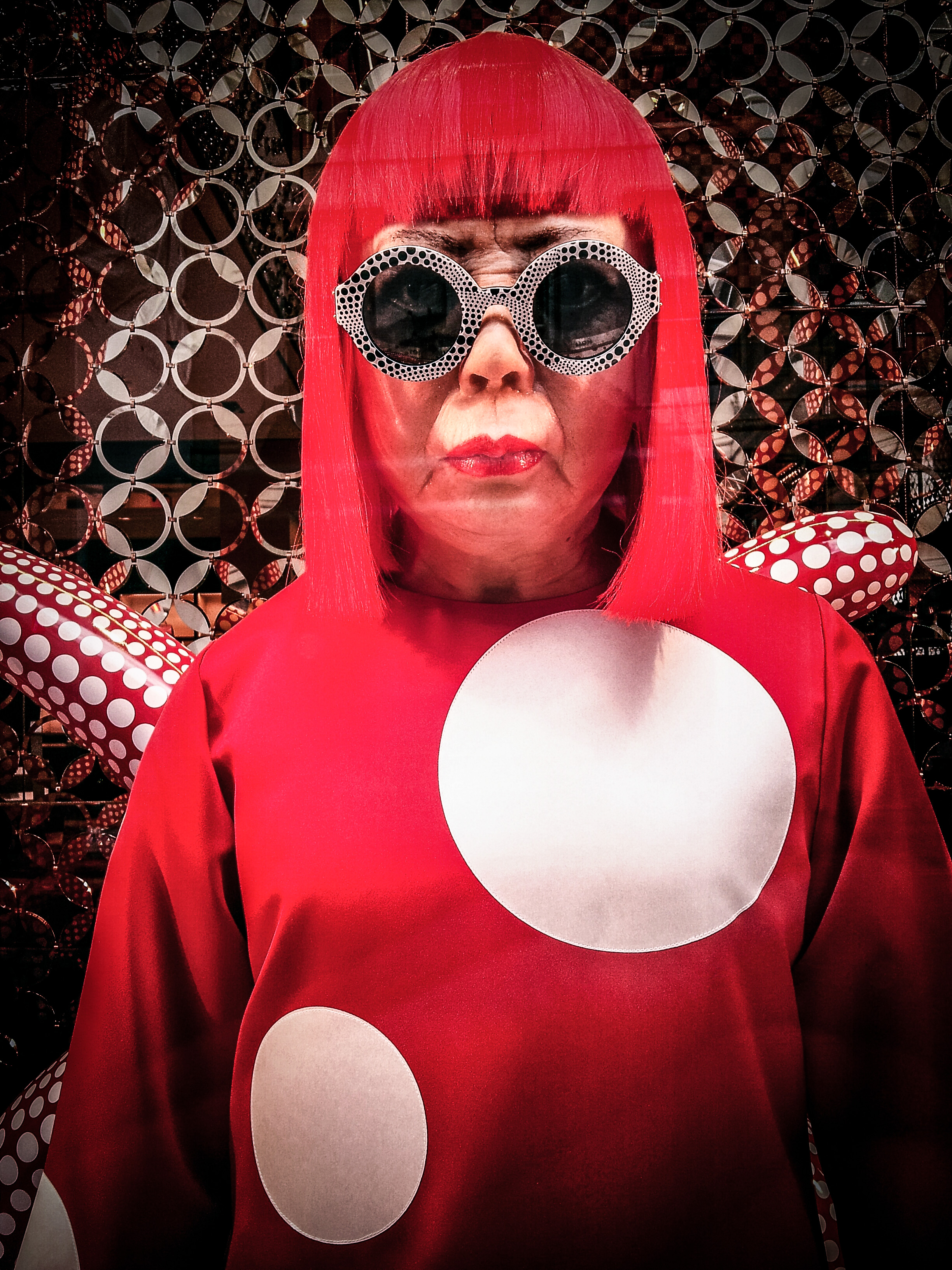
Modello in cera di Yayoi Kusama

Yayoi Kusama nasce nella prefettura di Nagano a Matsumoto nel 1929; ultima di quattro figli nati da Kamun e Shigeru Kusama.
La famiglia possiede un'azienda agricola ben consolidata nella zona, producono e vendono verdura, semi e piante all'ingrosso.
Comincia a fare arte all'età di 10 anni, sin dall'infanzia dipinge dei punti. Alcuni episodi dell'infanzia segnano il suo stile artistico, in particolare Kusama racconta che quando disegnava, da bambina, sua madre arrivava da dietro e le strappava i disegni dalle mani: il clima di panico e isteria di quella situazione misti al bisogno di concludere ciò che stava disegnando prima le fosse strappato via, come faceva la madre, ha influenzato il suo processo creativo portandola a concludere in maniera rapida e furiosa il disegno.
Kusama ha infine il permesso di frequentare la scuola d'arte, ma solo a condizione che partecipi anche alle lezioni di etichetta: accetta il compromesso, ma a scuola di etichetta non ci andrà mai, mentre frequenta assiduamente la scuola d'arte dove studia la pittura nihonga, uno stile di grande rigore formale. Questo episodio causa ulteriori attriti con la madre.
Tra le ispirazioni del suo periodo di formazione vi sono i dipinti dell'artista Georgia O'Keeffe, che Kusama vede esposti, e che la spingono a scriverle una lettera personale, le due instaurano una corrispondenza e Kusama si sposta a New York nel 1958, spinta sia dall'incoraggiamento di O'Keeffe che dalla scena artististica dell'epoca.
L'inserimento non è facile, in quanto la scena è dominata dagli uomini mentre lei è donna e per di più giapponese. 
"In quei primi mesi ero molto povera, realizzavo tanti quadri, ogni giorno disegnavo e dipingevo così potevo sentirmi realmente appagata, il mio unico scopo era quello di fare la storia dell'arte negli Stati Uniti, ormai non riuscivo a pensare a nient'altro. Quando ero in aereo vedevo dei motivi riflessi nell'oceano e li ricreavo nella mia arte".

In seguito la sua produzione viene notata e ottiene la possibilità di esporre alla galleria Brata, già trampolino di lancio per altri artisti come Franz Kline. La popolarità di Kusama cresce ulteriormente quando il critico John Donn elogia i suoi quadri che risultano estremamente diversi dalle opere degli espressionisti astratti in voga nel periodo. 

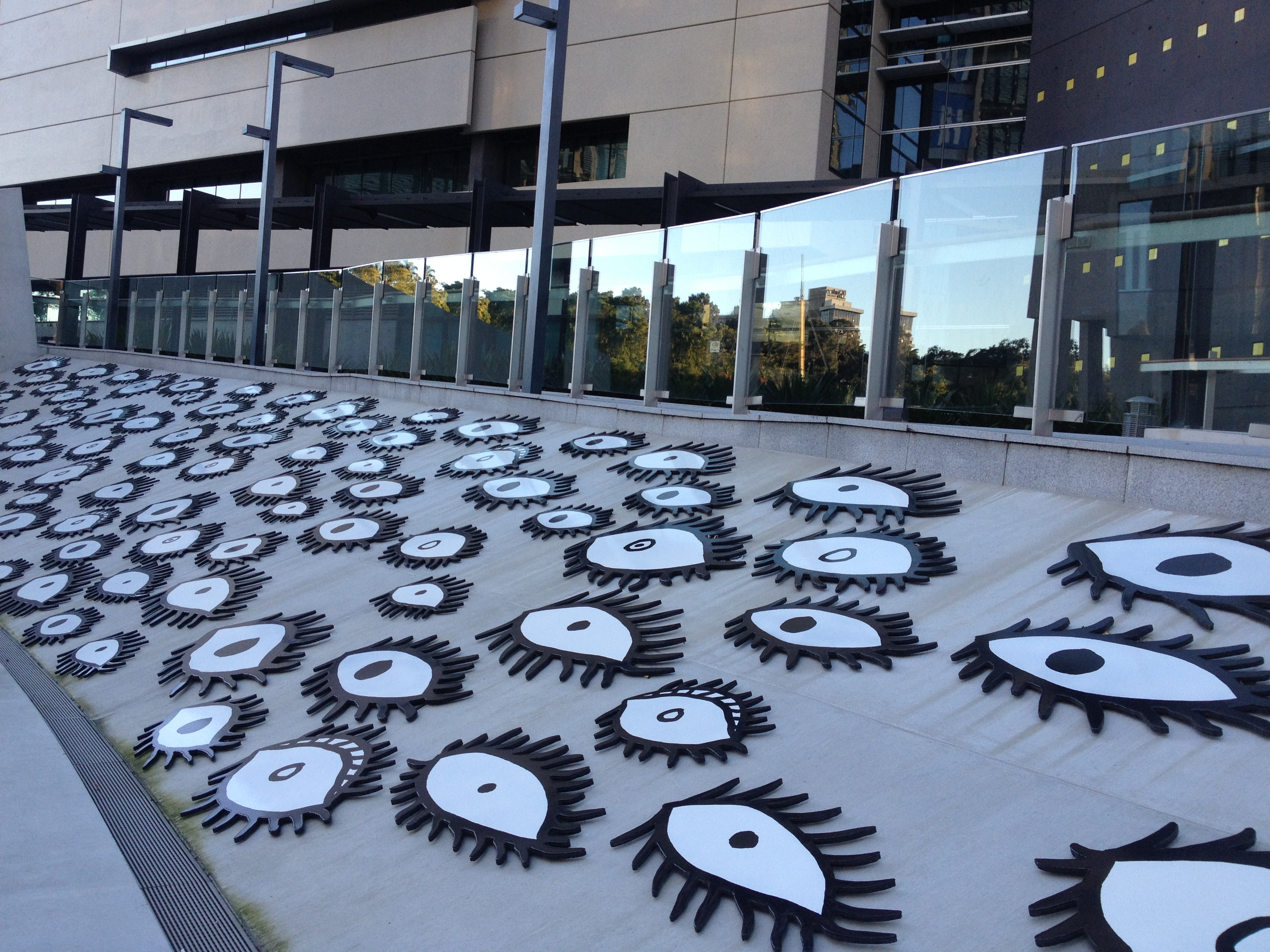
Eyes Are Singing Out a Brisbane (2012)

Negli anni '60 si dedica all'elaborazione di nuove opere d'arte, per esempio Accumulatium o Sex Obsession. A partire dal 1966 Kusama realizza numerose performance provocatorie e osé dipingendo con dei pois i corpi dei partecipanti o facendoli "entrare" nelle sue opere. 
Ritorna in Giappone nel 1973, dove inizia a scrivere poesie e romanzi surreali.
Nel 1993 produce per la Biennale di Venezia un'abbagliante sala degli specchi con inserite delle zucche, che diventano un suo alter ego. Da questo momento Kusama inventa altre opere su commissione, per lo più fiori giganti o piante colorate e le sue opere vengono esposte in modo permanente in importanti musei a livello mondiale come il Museum of Modern Art di New York, il Walker Art Center nel Minneapolis, al Tate Modern a Londra e al National Museum of Modern Art di Tokyo. 
Si fa conoscere dal grande pubblico per la collaborazione con Peter Gabriel per il videoclip del brano Lovetown (1994), in cui tutte le sue ossessioni — pois, reticolati, cibo e sesso — finiscono nel mondo ipertrofico della canzone dell'ex Genesis. 
Un'altra occasione di notorietà arriva nel 2012 grazie a Marc Jacobs, direttore artistico Louis Vuitton, con il quale svolge una delle più grandi collaborazioni artistiche per la maison francese. Vengono realizzati numerosi capi d'abbigliamento su cui sono riprodotti i consueti pois, molto grandi e colorati e le caratteristiche nervature che contraddistinguono l'arte di Kusama: oltre alle borse, in cui la classica tela Monogram è sostituita con la più prestigiosa pelle Monogram Vernis Dots Infinity, sono stati realizzati articoli di piccola pelletteria, bracciali modello bangle, scarpe decolleté e ballerine, nonché teli mare, parei, e foulard.
Dipinge quasi quotidianamente nello studio a Shinjuku.

## Stile artistico
Kusama riferisce di un episodio risalente all'infanzia che ha caratterizzato buona parte della sua prima produzione: un giorno si ritrovò in un campo di fiori nella sua fattoria.
Da quel momento l'artista cercò di riprodurre nelle sue tele quell'esperienza in diverse maniere, in particolare l'esperienza di perdita nel proprio ambiente fisico, della propria personalità in uno spazio che si muove ad una velocità incredibile.
Lo stile mutò in parte con l'arrivo a New York dove sperimentò, sotto l'influenza dell'arte dell'epoca, dipinti monocromatici su larga scala che le valsero l’attenzione critica.
Il suo lavoro si basa sull'arte concettuale e mostra alcuni attributi di femminismo, minimalismo, surrealismo, art brut, pop art ed espressionismo astratto accomunati tutti dalla tecnica dei pois. Rappresenta l'infinito attraverso sculture a tutto tondo in sale adibite appositamente. 

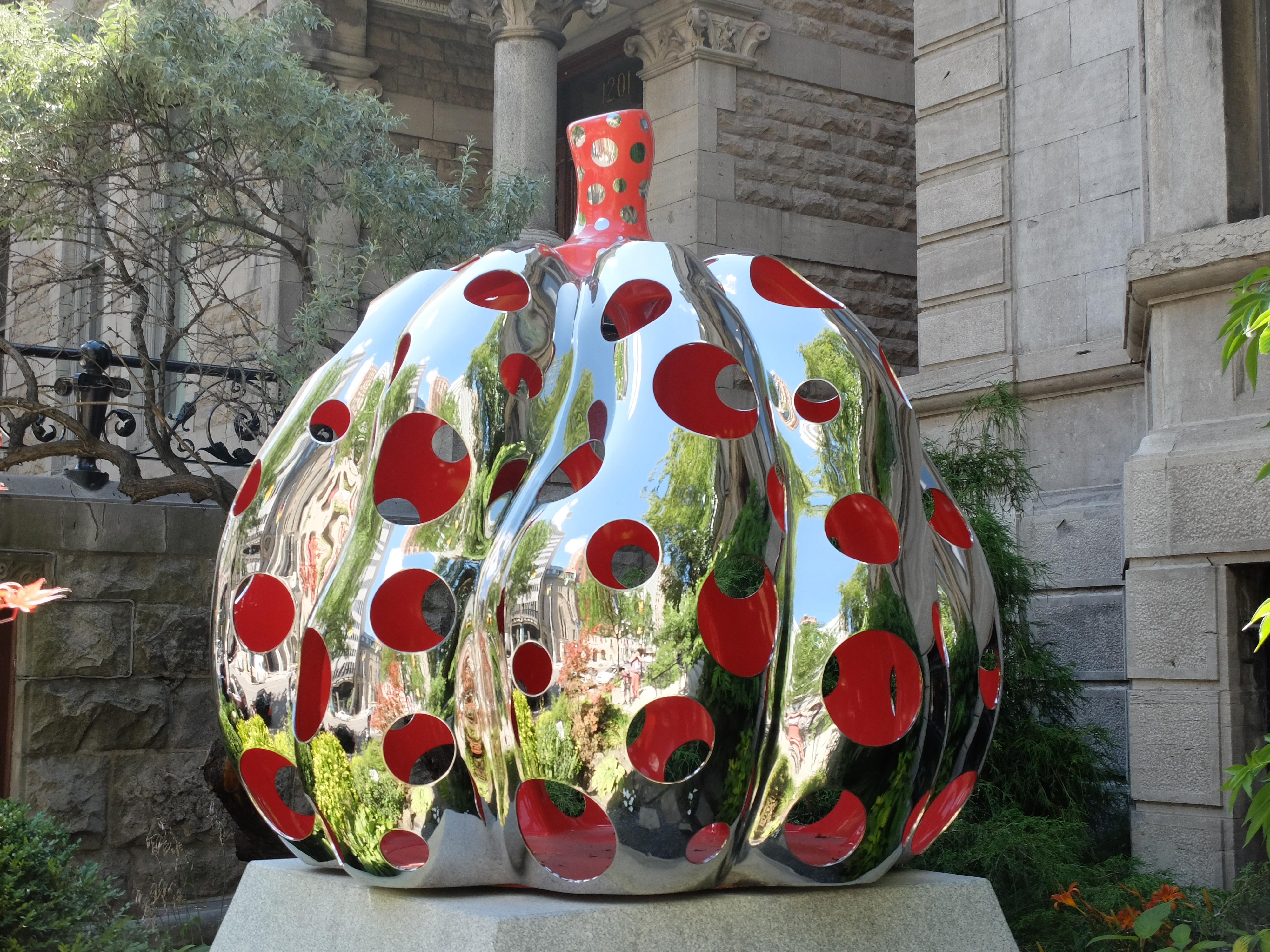
Sherbrooke Street a Montréal
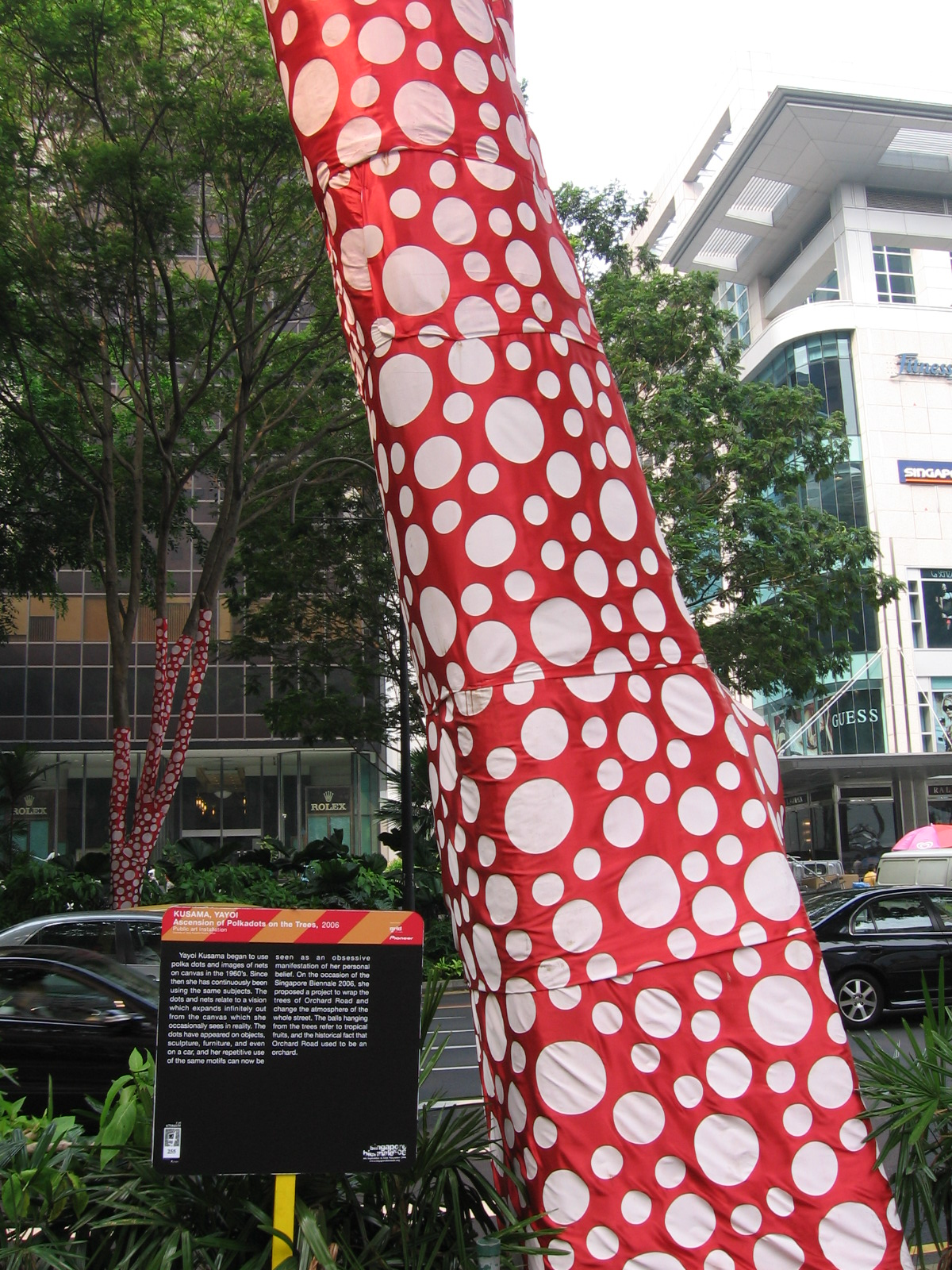
Polkadots on Trees, Biennale, Singapore (2006)
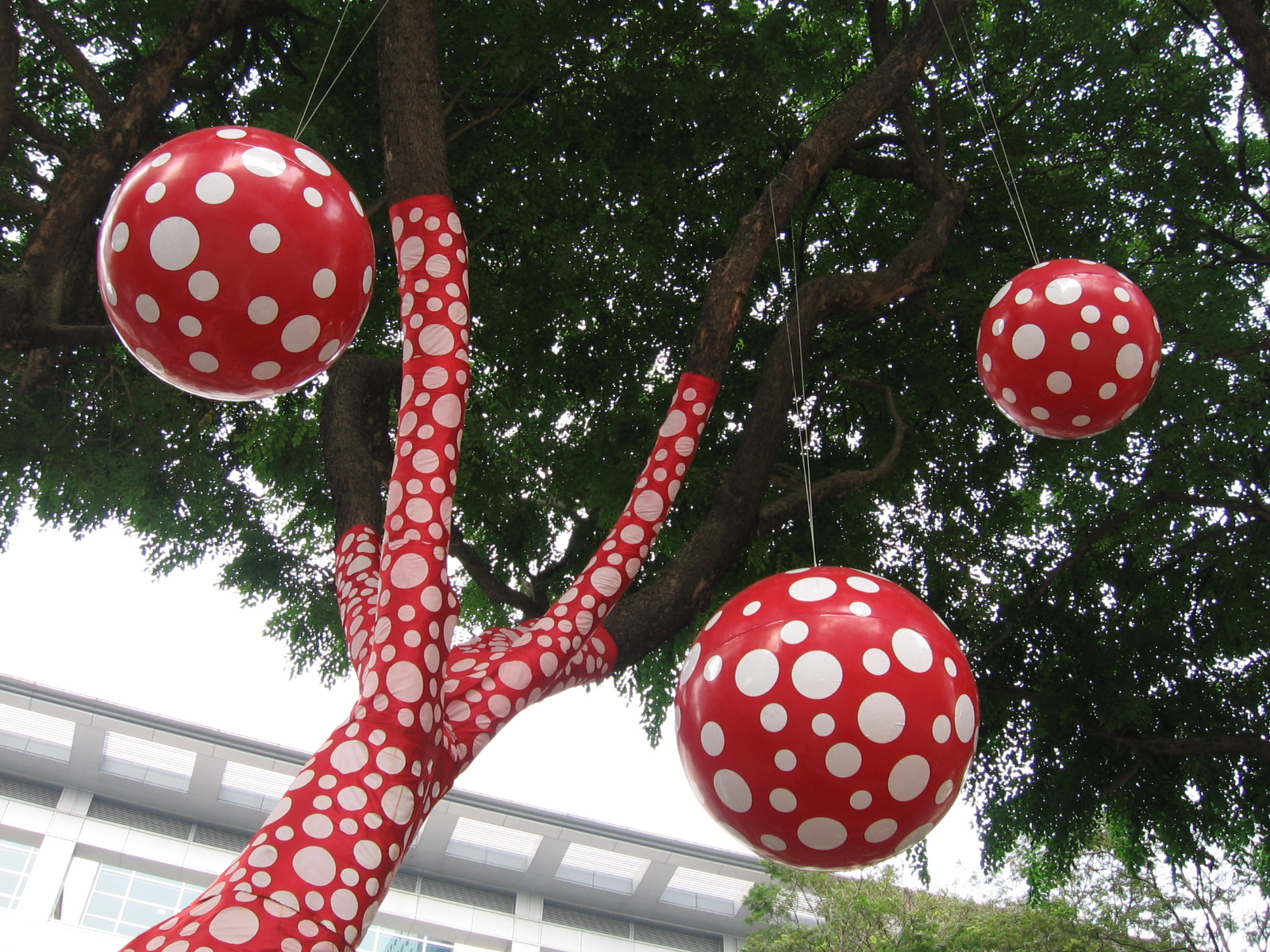
Dettaglio Polkadots on Trees, Biennale, Singapore (2006)
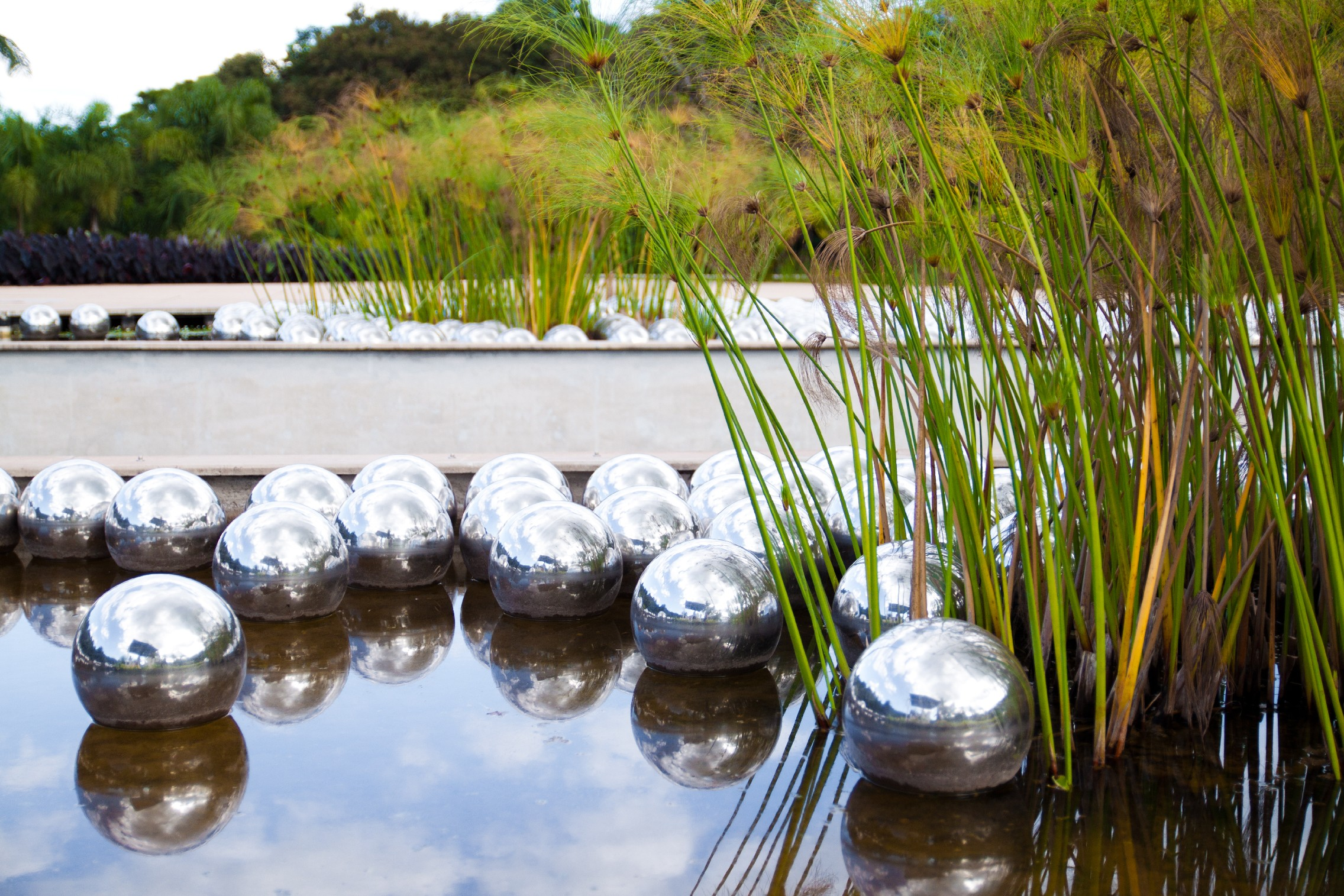
Dettaglio della Installazione Inhotim (Brasile)
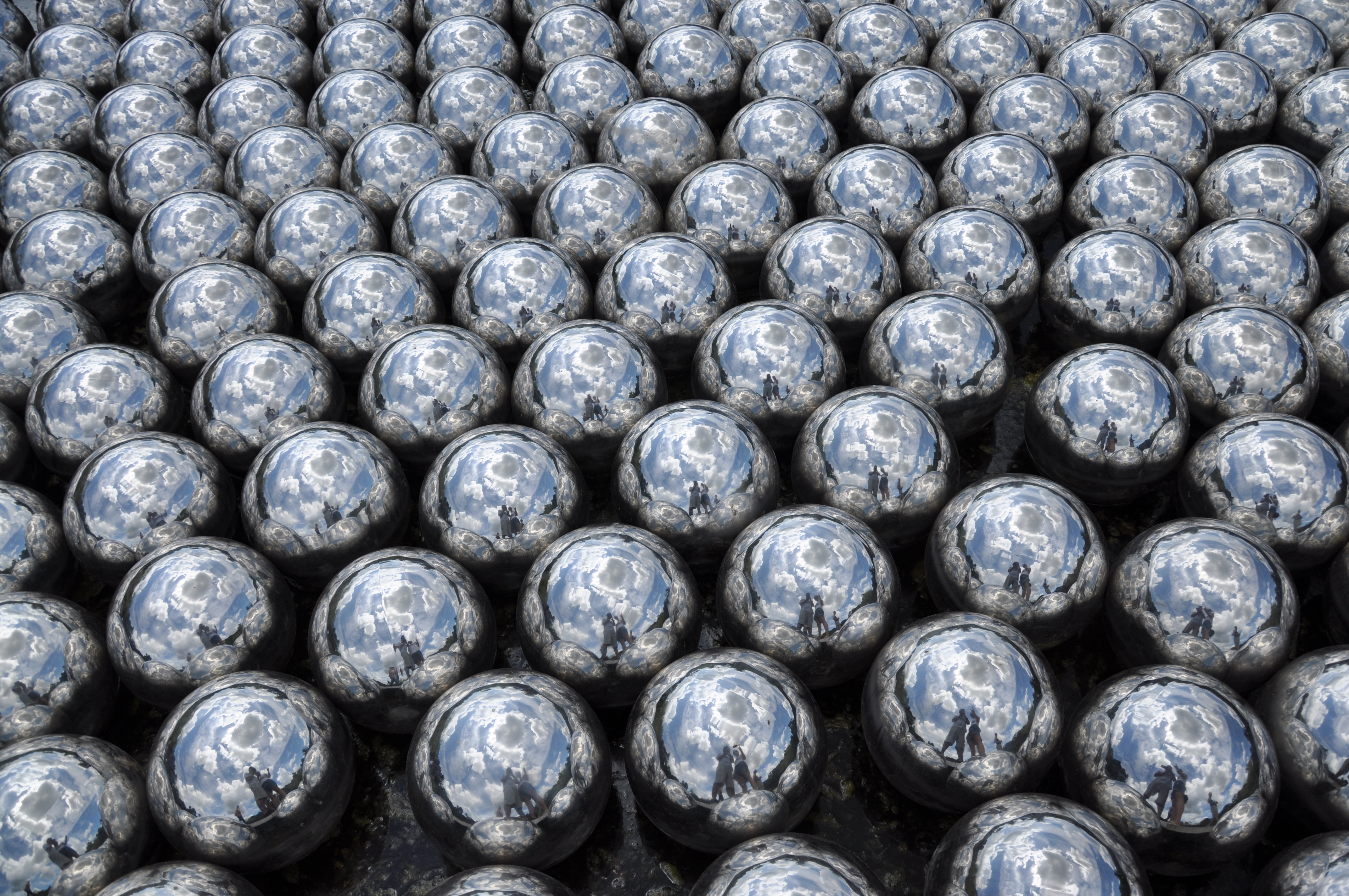
Dettaglio della Installazione Inhotim

## Opere
- 1958 - Pacific Ocean: quadro che Kusama diceva che rappresentasse l'origine di quella serie di dipinti nota come Infinity Net.

- Nel 1959 crea i suoi primi lavori della serie Infinity Net, delle grandi tele lunghe quasi una decina di metri.[9]

Negli anni ‘60, l’artista produceva dipinti, disegni, sculture, Happenings, installazioni, moda e film, per citarne qualcuno:
- Nel 1964 presenta alla galleria di Gertrude Stein One Thousand Boat Show: in quest’opera ha sfidato il patriarcato attraverso innumerevoli forme falliche

- I pois fanno parte anche della sua prima performance, avvenuta nel 1966, quando si sdraiò su un marciapiede della East 14th Street

- Un’altra performance indimenticabile, avvenuta nello stesso anno, portò scompiglio alla Biennale di Venezia. Presentandosi senza nessun invito, Yayoi Kusama iniziò a gettare 1.500 sfere galleggianti nei canali della città come parte dell’opera Giardino dei Narcisi

- Infinity Mirror Room è un altro capolavoro: passando dalla superficie bidimensionale delle tele ad un ambiente di riflessione speculare, grazie all'effetto caleidoscopico delle superfici specchianti, il corpo umano viene frammentato e poi riprodotto per un numero infinito di volte

- L’installazione Gleaming lights of the Souls in cui l’artista ha usato una stanza interamente ricoperta di specchi, rendendola una specie di scatola ottica dal cui soffitto scendono decine di luci a led che emanano luce intermittente

- Nel 1969 fonda la Kusama Enterprises, un punto vendita commerciale che vende abbigliamento, borse e persino automobili; questi prodotti presentano la sua singolare estetica, caratterizzata dal suo uso liberale di pois e motivi densi e ripetuti per creare un senso di infinito.[10]